# マンデラ 闘い・愛・人生
『マンデラ 闘い・愛・人生』（マンデラ たたかい・あい・じんせい、Mandela: The Authorised Biography）は、イギリスのジャーナリストのアンソニー・サンプソンによる、南アフリカ大統領ネルソン・マンデラの評伝本である。
本書はマンデラの自伝本『自由への長い道 ネルソン・マンデラ自伝』から5年後の1999年に出版された。本書はウィニー・マンデラの犯罪や、和平交渉を頓挫させるために治安部隊を利用しようとした疑いがあるフレデリック・ウィレム・デクラーク国家大統領の問題などを検証した最初の本の1つである。

## デクラークと第三勢力
サンプソンは、フレデリック・ウィレム・デクラークがいくつかの点において暴力を悪化させていたと記述している。デクラークは反アパルトヘイト勢力を分断させる目的で、ズールー民族主義のインカタ自由党（IFP）によるアフリカ民族会議（ANC）への暴力を無視していたと書かれている。デクラークはまた、インカタ支持者が集会で「伝統的な武器」を携帯することを許可し、それが多くの負傷者を出すことに繋がった。サンプソンは、IFPが暴力的な抗議行動を計画していることをANCが政府に報告したが、当局は何もせず、30人の死者が出るに至った事件を例に挙げている。
マンデラ本人も自著『自由への長い道 ネルソン・マンデラ自伝』でそれらの批判を行っていたが、サンプソンはさらに新たなトピックにも踏み込んだ。サンプソンは、デクラークが警察と国防大臣に、インカタや親アパルトヘイトの秘密組織である第三勢力の支援を許可したことを非難している。1991年にデクラークはアドリアーン・フロック法秩序相とマグヌス・マラン国防相をそれぞれ解任して調査を開始したが、サンプソンはこれを利害関係者が行った白紙委任調査であると評している。デクラークはこれを否定し、第三勢力の抑制は困難であったと述べた。

## ジェイムズ・グレゴリー
サンプソンは、マンデラが収監されていた頃にロベン島で看守を務めていたジェイムズ・グレゴリーが金儲けのために彼の友人のふりをしたと主張している。サンプソンは、グレゴリーの著書『Goodbye Bafana』に描かれたマンデラとの親密な関係はでっち上げであり、実際には2人はほんとんど会話をしていなかったと述べている。グレゴリーはマンデラの手紙を検閲したため、『Goodbye Bafana』に書いたマンデラの私生活の詳細を知ることができた。マンデラはグレゴリーを訴えることも考えたが、刑務所側がグレゴリーの本から距離を置いたために控えた。サンプソンはまた、クリスト・ブランドをはじめとする他の看守たちが、グレゴリーが政府のスパイではないかと疑っているとインタビューで語ったと述べた。

## 日本語版
日本語版は原書でマンデラの生い立ちから出獄までが描写されたPart1とPart2の大部分を省いた構成となっており、浜田徹の翻訳により講談社から出版された。
- アンソニー・サンプソン 著、浜田徹 訳『マンデラ 闘い・愛・人生』講談社、2001年7月1日。ISBN 978-4062106313。